# Heath (Ohio)
Heath é uma cidade localizada no estado norte-americano de Ohio, no Condado de Licking.

## Demografia
Segundo o censo norte-americano de 2000, a sua população era de 8527 habitantes.
Em 2006, foi estimada uma população de 8892, um aumento de 365 (4.3%).

## Geografia
De acordo com o United States Census Bureau tem uma área de
27,0 km², dos quais 27,0 km² cobertos por terra e 0,0 km² cobertos por água.

## Localidades na vizinhança
O diagrama seguinte representa as localidades num raio de 12 km ao redor de Heath.